# نشانه ایستاده

هنگام دیدن یک میله تراز متریک، خط ایستاده روی یک خط‌کش نشانه‌گذاری می‌کند. علامت بالا در ۱٫۵۰۰ متر و پایین‌تر در ۱٫۳۴۵ متر است. تفاوت بین خوانش دو خط ۰٫۱۵۵ متر است که فاصله تا میله را ۱۵٫۵ متر می‌دهد.

نشانه ایستاده (به انگلیسی: Stadia mark) که به آن خطوط ایستاده (Stadia lines یا Stadia Hair) نیز گفته می‌شود، خطوط متقاطع روی شبکه یک تئودولیت یا دیگر ابزارهای نقشه‌برداری هستند که امکان فاصله‌یابی استادیمتری را فراهم می‌کنند.